# オッシュマンズ・スポーティング・グッズ
オッシュマンズ・スポーティング・グッズ (Oshman's Sporting Goods Inc.) は、かつて存在したアメリカ合衆国のスポーツ用品を扱う小売店チェーン。
本部は、テキサス州ヒューストンのイースト・エンドにあった。伝統的な形態のスポーツ用品店のほか、「オッシュマンズ・スーパースポーツUSA (Oshman's Supersports USA)」という店名の大規模店舗も経営していた。

## 歴史
1919年、ラトビアからの移民であったJ・S・"ジェイク"・オッシュマン (J.S. "Jake" Oshman) が、テキサス州リッチモンドにオッシュマンズ・ドライ・グッズ (Oshman's Dry Goods) という店を開いた。1931年に、オッシュマンはヒューストンへ移り住み、クローフォード＝オースティン (Crawford-Austin) という破綻した陸軍払い下げ品の店の在庫を買い入れ、その現金化を進めた。その過程でオッシュマンは、スポーツ用品、とりわけ釣り道具や狩猟道具の売れ行きが好調なことに気づいた。1933年、オッシュマンは、オッシュマン・アウトドア・ストア (Oshman Outdoor Store) の第1号店を、ヒューストン中心部のキャピタル通りとファニン通りの交差点 (Capitol and Fannin) に出店した。オッシュマンの個人事業であったこの事業は、ヒューストンでの開業から15周年を経た1946年に、合衆国が第二次世界大戦後の成長へと向かおうという時期に、オッシュマンズ・スポーティング・グッズとして会社化された。事業の拡大とともに、ヒューストンの店舗は、同じくヒューストン中心部のメイン (Main) 通り 902番地にあった、より広い敷地へと移った。さらにヒューストン大都市圏の郊外に位置していたベイシティ、ボーモント、コーパスクリスティ、パサデナなどのショッピングセンターにも進出した。
創業者オッシュマンは、1965年に死去した。その時点でオッシュマンズはテキサス州最大のスポーツ用品店チェーンとなっており、アメリカ合衆国南西部で最大規模のスポーツ用品店チェーンとなっていた。この時点で、オッシュマンズはスポーツ用品店10店舗と、卸売り店舗2店甥をメキシコ湾岸一帯に展開していた。
1970年代、オッシュマンズはロサンゼルス地域に進出した。
1978年、オッシュマンズは First National Bank of Chicago（後のファースト・シカゴ・バンク）からアバクロンビー&フィッチの商標権を150万ドルで購入したが、これは2013年時点の520万ドルに相当する金額であった。1987年10月31日の時点で、 オッシュマンズは185店舗の伝統的形態の店舗に加え、「Super Sports USA」1店舗、 アバクロンビー&フィッチ27店舗を運営していた。この年、12月25日ころ、オッシュマンズは、これらの店舗をニュージャージー州の投資グループに5000万ドルで（うち、2000万ドルは現金で）売却することを検討したが、最終的にこれを取りやめた。
1980年代半ばには、チェーンの傘下には、アメリカ合衆国のサンベルト一帯に200店舗以上を展開していた。
1993年、オッシュマンズは33店舗の閉鎖を計画していると公表した。
2001年には、Gart Sports Company（後のスポーツオーソリティの前身のひとつ）が、現金と株式を合わせて総額8200万ドルで、オッシュマンズの買収を検討中であると公表した。同年6月には、オッシュマンズは Gart の完全子会社である GSC Acquisition Corp. と合併した。今日では、かつてのオッシュマンズの店舗の大部分が、スポーツオーソリティの店舗となっている。

## 業務体制
1991年、オッシュマンズは、それまでカリフォルニア州とテキサス州に分かれていた事務部門を、ヒューストンの本部に統合すると発表した。同社は、小売業者間の競争の激化と、経済の低迷から、こうした策を進めることになったと説明した。